# Václav Fiala (fotbalista)
Václav Fiala (* 3. října 1919) je bývalý český fotbalista, záložník.

## Fotbalová kariéra
V československé lize hrál za SK Plzeň a ZVIL Plzeň. Nastoupil v 94 ligových utkáních a dal 3 góly.

## Ligová bilance
| Ročník                                     | Zápasy | Góly | Klub       |
| ------------------------------------------ | ------ | ---- | ---------- |
| Národní liga 1939/40                       | -      | 0    | SK Plzeň   |
| Národní liga 1940/41                       | -      | 0    | SK Plzeň   |
| Národní liga 1941/42                       | -      | 0    | SK Plzeň   |
| Národní liga 1942/43                       | -      | 1    | SK Plzeň   |
| Národní liga 1943/44                       | -      | 0    | SK Plzeň   |
| Celostátní československé mistrovství 1950 | -      | 2    | ČSD Plzeň  |
| Mistrovství československé republiky 1952  | -      | 0    | ZVIL Plzeň |
| CELKEM                                     | 94     | 3    |            |